# Helen Cohan
Helen Cohan (13 de septiembre de 1910 - 14 de septiembre de 1996) fue una bailarina y actriz cinematográfica estadounidense. Era la hija menor de George M. Cohan. 
Nacida en Nueva York, Helen estudió en el Marymount College en Tarrytown, Nueva York y también en Francia. A los 17 años intervino como bailarina en el Teatro Heckscher de Nueva York, en un recital producido por Ned Wayburn. Posteriormente actuó con la obra The Merry Malones en el Teatro Erlanger, bailando junto a su padre. En 1931 también actuó con su padre en la obra Fast Friendships. Otra de las funciones en las que participó fue la comedia de Kaufman-Lardner June Moon. 
Firmó un contrato con Fox Film en 1930. Sus actuaciones cinematográficas no fueron numerosas. Actuó en Lightning (1930), con Will Rogers; The Penal Code (1932); y Kiss and Make-Up (1934), el mismo año que fue elegida como una de las WAMPAS Baby Stars.
Helen Cohan falleció en Los Ángeles California, en 1996.